# هيرمان جونسون
هيرمان جونسون (بالإنجليزية: Herman Johnson)‏ (و. 1985  م) هو لاعب كرة قدم أمريكية، من الولايات المتحدة، ولد في مونرو، يلعب كحارس ‏.